# Wadim Alisow
Wadim Walentinowicz Alisow (ros. Вадим Валентинович Алисов; ur. 1941, zm. 9 maja 2021) – radziecki i rosyjski operator filmowy. Ludowy Artysta Federacji Rosyjskiej (2001).
Pochowany na Cmentarzu Trojekurowskim w Moskwie.

## Wybrana filmografia
- 1976: Szczęśliwego Nowego Roku
- 1992: Na Deribasowskiej ładna pogoda, ale pada na Brighton Beach
- 1982: Dworzec dla dwojga
- 1987: Zapomniana melodia na flet
- 1995: Szirli-Myrli
- 1996: Cześć, pajace!